# Sergio Trujillo
Sergio Trujillo (* 1963) ist ein kolumbianisch-US-amerikanischer Schauspieler und Choreograf.

## Leben
Trujillo wurde in Kolumbien geboren. Seine Eltern wanderten nach Kanada aus, wo er in Toronto seine Kindheit verbrachte. Er studierte an der University of Toronto. Trujillo ist als Theaterschauspieler und Choreograf in den Vereinigten Staaten tätig. Zudem trat er als Schauspieler 1992 in Guys and Dolls, 1998 in Victor/Victoria und 1999 in  Fosse auf. 1989 gab er sein Debüt als Schauspieler in der Broadwaytheaterproduktion Jerome Robbins' Broadway. Sein Debüt als Choreograf gab er 2005 in All Shook Up und danach im gleichen Jahr im Musical Jersey Boys. Weitere Broadwayproduktionen, in denen er Choreograf war, waren unter anderem das Musical Summer: The Donna Summer, On Your Feet!, The Emilio and Gloria Estefan Musical, Hands on a Hardbody, Leap of Faith und Guys and Dolls im Jahre 2009. Er wohnt in New York City, ist mit dem US-amerikanischen Schauspieler Jack Noseworthy verheiratet und hat einen Sohn.

## Auszeichnungen und Preise (Auswahl)
- 2016: Nominierung für Tony Award – Best Choreography, On Your Feet!
- 2015: Sieger des Olivier Award – Best Theatre Choreographer, Musical Memphis
- 2013: Nominierung für Drama Desk Award – Outstanding Choreography, Hands on a Hardbody
- 2012: Nominierung für Drama Desk Award – Outstanding Choreography, Leap of Faith
- 2010: Nominierung für Drama Desk Award – Outstanding Choreography, Memphis
- 2009: Nominierung für Lucille Lortel Award Outstanding Choreographer, Saved
- 2006: Nominierung für Drama Desk Award Outstanding Choreography, Jersey Boys
- 2010: Outer Critics Circle Award for Outstanding Choreography, Memphis
- 2016: Outer Critics Circle Award for Outstanding Choreography – On Your Feet
- 2018: Elliott Norton Awards for Outstanding direction – Arrabal
- 2003: Ovation Awards for Outstanding Choreography – Empire: A New Musical